# Devínské jezero
Devínské jezero (slovensky: Devínske jazero) je někdejší říční jezero na Slovensku, které se nacházelo hned za severozápadní hranicí současné Bratislavy. Leželo v jižní části Borské nížiny v nivě řeky Moravy na území CHKO Záhorie. Jezero dalo název stejnojmenné osadě v těsném sousedství a nazývá se tak území evropského významu.

## Vodní režim
Jedná se o mrtvé rameno Moravy, které leží mezi jejím levým břehem a korytem řeky Malina.